# Copa Paraguay
Die Copa Paraguay ist der 2018 eingeführte Pokalwettbewerb für Fußballvereine. Der Sieger qualifiziert sich ab 2023 für die Copa Libertadores. Sofern der Sieger bereits für die Copa Libertadores qualifiziert sein sollte, übernimmt der Finalist den Startplatz am wichtigsten südamerikanischen Vereinswettbewerb. Zuvor hatte sich der Sieger des Wettbewerbs für die Copa Sudamericana qualifiziert.

## Geschichte
Vorläufer der Copa Paraguay war das Campeonato Nacional de Clubes in 1976 und 1987 sowie das von 1990 bis 1995 ausgespielte Torneo República. 2018 wurde die Copa Paraguay als neuer Wettbewerb eingeführt, an dem 48 Teams teilnahmen. In der zweiten Edition nahmen 64 Teams teil und die Anzahl wurde 2022 auf 74 aufgestockt. Der Gewinner der Copa Paraguay qualifizierte sich für die Copa Sudamericana im Folgejahr. Seit 2021 spielt der Sieger mit dem Meister der Primera División um die Supercopa de Paraguay. Ab 2023 nimmt der Sieger an der Copa Libertadores des Folgejahres, dem höchsten südamerikanischen Wettbewerb im Vereinsfußball, teil.

## Die Endspiele im Überblick
| Saison                                  | Austragungsort                             | Sieger            | Ergebnis      | Finalist            |
| --------------------------------------- | ------------------------------------------ | ----------------- | ------------- | ------------------- |
| 2018                                    | Estadio Río Parapití, Pedro Juan Caballero | Club Guaraní      | 2:2 5:3 i. E. | Club Olimpia        |
| 2019                                    | Estadio Defensores del Chaco, Asunción     | Club Libertad     | 3:0           | Club Guaraní        |
| 2020 wurde kein Wettbewerb ausgetragen. |                                            |                   |               |                     |
| 2021                                    | Estadio Defensores del Chaco, Asunción     | Club Olimpia      | 2:2 3:1 i. E. | Sol de América      |
| 2022                                    | Estadio Villa Alegre, Encarnación          | Sportivo Ameliano | 1:1 4:3 i. E. | Club Nacional       |
| 2023                                    | Estadio Parque del Guairá, Villarrica      | Club Libertad     | 1:1 4:1 i. E. | Sportivo Trinidense |
| 2024                                    | Estadio Defensores del Chaco, Asunción     | Club Libertad     | 1:0           | Club Nacional       |

## Rangliste der Sieger
| Klub                | Titel | Jahr(e)          | Finalist |
| ------------------- | ----- | ---------------- | -------- |
| Club Libertad       | 3     | 2019, 2023, 2024 | –        |
| Club Guaraní        | 1     | 2018             | 1        |
| Club Olimpia        | 1     | 2021             | 1        |
| Sportivo Ameliano   | 1     | 2022             | –        |
| Club Nacional       | –     | –                | 2        |
| Sol de América      | –     | –                | 1        |
| Sportivo Trinidense | –     | –                | 1        |